# Джамбечі
Джамбечі (рос. Джамбичи; адиг. Джамбэчый) — аул Красногвардійського району Адигеї Росії. Входить до складу Большесидоровського сільського поселення.
Населення —  552 особи (2015 рік). 